# Березов, Владимир Александрович
Владимир Александрович Березов — советский хозяйственный и политический деятель.

## Биография
Родился в 1916 году в Гельсингфорсе. Член КПСС с 1944 года.
С 1936 года — на хозяйственной, общественной и политической работе.
Участник Великой Отечественной войны: командир роты радистов КВ, адъютант батальона, помощник начальника штаба по учебной части 12-го отдельного учебного танкового полка Ленинградского фронта
В 1955—1960 гг. — второй, первый секретарь Колпинского райкома КПСС города Ленинграда.
В 1960—1968 гг. — заместитель заведующего, заведующий отделом организационно-партийной работы Ленинградского горкома КПСС.
В 1968—1980 гг. — секретарь исполкома Ленинградского городского Совета народных депутатов.
Делегат XXIII съезда КПСС.
Умер после 2005 года в Санкт-Петербурге.

## Сочинения
- Березов Владимир Александрович. Боевые организаторы масс [Текст]: (Из опыта работы Ленингр. парт. организации по выполнению решений XXIII съезда КПСС). — Ленинград : Лениздат, 1968. — 66 с.; 20 см.
- Березов Владимир Александрович. Успех дела решают кадры [Текст] — Ленинград : Лениздат, 1968.